# Newton Fielding
Newton Limbird Smith Fielding, född 1797 i Durham, död 1856 i Paris, var en brittisk konstnär, verksam i Frankrike, bror till Copley Fielding.
Han är känd som tecknare till La Fontaines fabler och var nära knuten till Ludvig Filip och hans familj.